# Garissone Innocent
Garissone Innocent (Ivry-sur-Seine, 16 aprile 2000) è un calciatore haitiano con cittadinanza francese, portiere svincolato della nazionale haitiana.

## Carriera

### Club
Cresciuto nel settore giovanile del Paris Saint-Germain, nella stagione 2018-2019 ha disputato tre incontri con la seconda squadra. Durante la sua permanenza nel club parigino è stato spesso convocato in prima squadra, senza tuttavia mai scendere in campo. Il 2 ottobre 2020 è stato ceduto in prestito al Caen, in Ligue 2, per l'intera durata della stagione. Il 26 luglio 2021 è passato in prestito al Vannes, nel Championnat National 2. Nel mese di dicembre il prestito è stato interrotto, e il giocatore ha fatto rientro alla base. Il 1º settembre 2022 è stato acquistato a titolo definitivo dall'Eupen, con cui ha firmato un contratto triennale.

### Nazionale
Il 28 marzo 2023 ha esordito con la nazionale haitiana, disputando l'incontro vinto 3-1 contro Bermuda, valido per la CONCACAF Nations League 2022-2023. Ha partecipato a due edizioni consecutive (2023 e 2025) della CONCACAF Gold Cup.

## Statistiche

### Presenze e reti nei club
Statistiche aggiornate al 29 marzo 2023.
| Stagione        | Squadra               | Campionato      | Campionato | Campionato | Coppe nazionali | Coppe nazionali | Coppe nazionali | Coppe continentali | Coppe continentali | Coppe continentali | Altre coppe | Altre coppe | Altre coppe | Totale | Totale |
| Stagione        | Squadra               | Comp            | Pres       | Reti       | Comp            | Pres            | Reti            | Comp               | Pres               | Reti               | Comp        | Pres        | Reti        | Pres   | Reti   |
| --------------- | --------------------- | --------------- | ---------- | ---------- | --------------- | --------------- | --------------- | ------------------ | ------------------ | ------------------ | ----------- | ----------- | ----------- | ------ | ------ |
| 2018-2019       | Paris Saint-Germain 2 | N2              | 3          | -5         |                 | -               | -               |                    | -                  | -                  |             | -           | -           | 3      | -5     |
| ott. 2020-2021  | Caen 2                | N2              | 1          | -1         |                 | -               | -               |                    | -                  | -                  |             | -           | -           | 1      | -1     |
| ott. 2020-2021  | Caen                  | L2              | 3          | -10        | CF              | 0               | 0               |                    | -                  | -                  |             | -           | -           | 3      | -10    |
| lug.-dic. 2021  | Vannes                | N2              | 10         | -9         | CF              | 0               | 0               |                    | -                  | -                  |             | -           | -           | 10     | -9     |
| set. 2022-2023  | Eupen                 | D1              | 0          | 0          | CB              | 0               | 0               |                    | -                  | -                  |             | -           | -           | 0      | 0      |
| Totale carriera | Totale carriera       | Totale carriera | 17         | -25        |                 | 0               | 0               |                    | -                  | -                  |             | -           | -           | 17     | -25    |

### Cronologia presenze e reti in nazionale
| Cronologia completa delle presenze e delle reti in nazionale ― Haiti | Cronologia completa delle presenze e delle reti in nazionale ― Haiti | Cronologia completa delle presenze e delle reti in nazionale ― Haiti | Cronologia completa delle presenze e delle reti in nazionale ― Haiti | Cronologia completa delle presenze e delle reti in nazionale ― Haiti | Cronologia completa delle presenze e delle reti in nazionale ― Haiti | Cronologia completa delle presenze e delle reti in nazionale ― Haiti | Cronologia completa delle presenze e delle reti in nazionale ― Haiti |
| Data                                                                 | Città                                                                | In casa                                                              | Risultato                                                            | Ospiti                                                               | Competizione                                                         | Reti                                                                 | Note                                                                 |
| -------------------------------------------------------------------- | -------------------------------------------------------------------- | -------------------------------------------------------------------- | -------------------------------------------------------------------- | -------------------------------------------------------------------- | -------------------------------------------------------------------- | -------------------------------------------------------------------- | -------------------------------------------------------------------- |
| 28-3-2023                                                            | San Cristóbal                                                        | Haiti                                                                | 3 – 1                                                                | Bermuda                                                              | CONCACAF Nations League 2022-2023 - 1º turno                         | -1                                                                   | 46’                                                                  |
| 14-10-2024                                                           | Oranjestad                                                           | Aruba                                                                | 3 – 5                                                                | Haiti                                                                | CONCACAF Nations League 2024-2025 - 1º turno                         | -2                                                                   | 25’                                                                  |
| Totale                                                               |                                                                      | Presenze                                                             | 2                                                                    |                                                                      | Reti                                                                 | -3                                                                   |                                                                      |